# 9. November 1989 Berlin
9. November 1989 Berlin ist ein Triptychon des deutschen Malers, Bildhauers und Happeningkünstlers Wolf Vostell. Er thematisiert in diesem Werk den Fall der Berliner Mauer.

## Beschreibung
Vostell verarbeitete in dem Werk eine Vielzahl von Materialien, darunter Blei, Lack, Spray, Acrylfarbe und Beton auf Leinwand. Durch das Aufbrechen von Schichten und das Aufdecken von Deformationen legt er verborgene Wahrheiten und starre Lebensräume frei. Durch seine Arbeit thematisiert er manipulierte Körper und das Fremdbestimmtsein des Menschen. Das Gemälde strahlt sowohl das Schmerzhafte als auch das Blutbeschmutzte aus, während es auf alte Widersprüche und Vorurteile sowie auf neue Konflikte und Realitätsabsurditäten hinweist.

## Beziehung zur Berliner Mauer
Wolf Vostell hat sich während seiner künstlerischen Laufbahn mit der Geschichte der Berliner Mauer auseinandergesetzt. Die Mauer und die sie umgebenden Ereignisse waren Gegenstand zahlreicher seiner Werke und beeinflussten seine Arbeit.
Bereits 1961, zeitgleich mit dem Mauerbau, griff Vostell das Thema in seiner Kunst auf. Er arbeitete mit der Technik der Verwischung, bei der er das Ursprungsmaterial methodisch und zerstörerisch mit Terpentin und Tetrachlorkohlenstoff veränderte. Diese Technik nutzte er in seiner Arbeit Verwischung III, in der er ein Foto aus einer Zeitschrift zum Thema Mauerbau in Berlin künstlerisch bearbeitete. Ziel war es, beim Betrachter ein unverbildetes, kritisches Sehen einzuleiten.
Als Vostell 1971 in das geteilte Berlin zog, setzte er sich zunehmend mit der Stadt auseinander. Die dort vorherrschende Verrohung und Kälte, die symbolisch durch die Mauer manifestiert wurden, versuchte er in seinen Werken zu vermitteln. In den Jahren 1990 und 1991 entstanden weitere Werke zum Fall der Berliner Mauer. In diesen Werken spielen immer wieder die Materialien Blei und Beton eine wichtige Rolle.

## Bedeutung und Rezeption
Wie viele von Vostells Werken, soll auch 9. November 1989 Berlin den Betrachter dazu anregen, über die Bedeutung und Auswirkungen historischer Ereignisse nachzudenken. Die Rezeption von 9. November 1989 Berlin war im Allgemeinen positiv. Kritiker loben oft Vostells Fähigkeit, komplexe Emotionen und historische Momente einzufangen und sie auf eine Weise darzustellen, die zur Reflexion und Diskussion anregt. Dieses Werk wurde erstmals in der Galerie am Weidendamm in Berlin vorgestellt und war dort bis zum 25. März 1991 zu sehen. Es war das erste Werk eines westdeutschen Künstlers, das nach dem Fall der Berliner Mauer im ehemaligen Osten Deutschlands ausgestellt wurde. Neben dem Hauptwerk waren auch Studien zum Werk ausgestellt.